# Авария DC-8 в Гуантанамо
Авария DC-8 в Гуантанамо — авиационная авария, произошедшая в среду 18 августа 1993 года. Грузовой самолёт Douglas DC-8-61F авиакомпании American International Airways выполнял плановый рейс K4-808 (позывной — Connie 808) по маршруту Атланта—Норфолк—Гуантанамо—Атланта, но при заходе на посадку в Гуантанамо из-за ошибок экипажа потерял высоту и рухнул на землю. Все находившиеся на его борту 3 члена экипажа выжили.

## Самолёт
Douglas DC-8-61 (регистрационный номер N814CK, заводской 46127, серийный 510) был выпущен в декабре 1969 года. 2 февраля 1970 года был передан авиакомпании Japan Air Lines (JAL), в которой получил бортовой номер JA8042 и имя Biwa. 17 ноября 1986 года был взят лизинговой компанией United Aviation Services (UAS), его б/н сменился на N25UA; с января по 8 октября 1990 года носил б/н N821TC. От UAS сдавался в лизинг авиакомпаниям Air Algérie (с 15 июля по сентябрь 1987 года) и Trans International Airlines (TIA) (с сентября 1987 года по 16 февраля 1989 года и с 15 октября 1989 года по 8 октября 1990 года). 1 декабря 1991 года был взят в лизинг авиакомпанией American International Airways и переделан из пассажирского в грузовой (DC-8-61F), 19 мая 1993 года был полностью выкуплен и получил бортовой номер N814CK. Оснащён четырьмя турбовентиляторными двигателями Pratt & Whitney JT3D-3B (Q). На день катастрофы совершил 18 829 циклов «взлёт-посадка» и налетал 43 947 часов.

## Экипаж
Состав экипажа рейса K4-808 был таким:
- Командир воздушного судна (КВС) — 54-летний Джеймс Чейпо (англ. James Chapo). Очень опытный пилот, проработал в авиакомпании American International Airways 2 года и 6 месяцев (с 11 февраля 1991 года). С 1966 по 1991 годы работал в авиакомпании Eastern Air Lines, где в качестве второго пилота управлял самолётами Convair 440, Lockheed L-1011 TriStar, McDonnell Douglas DC-9 и Boeing 727 (также у него был опыт управления последними двумя самолётами в качестве КВС). Налетал 20 727 часов, 1527 из них на Douglas DC-8.
- Второй пилот — 49-летний Томас Карран (англ. Thomas Curran). Очень опытный пилот, проработал в авиакомпании American International Airways 8 месяцев и 15 дней (с 3 ноября 1992 года). Так же, как и КВС, работал в Eastern Air Lines (с 1968 по 1991 годы); управлял самолётами Learjet и McDonnell Douglas DC-9. Налетал свыше 15 350 часов, 492 из них на Douglas DC-8 (также у него был опыт управления этим самолётом в качестве КВС).
- Бортинженер — 35-летний Дэвид Ричмонд (англ. David Richmond). Проработал в авиакомпании American International Airways 2 года и 6 месяцев (с 11 февраля 1991 года). Работал в авиакомпании Trans Continental Airlines (TCA)[англ.] вторым пилотом Douglas DC-6. Налетал 5085 часов, 1085 из них на Douglas DC-8.

## Хронология событий
17 августа Douglas DC-8-61F борт N814CK выполнил рейс из Далласа (Техас) в Атланту (Джорджия) с промежуточными посадками в Сент-Луисе (Миссури) и Ипсиланти (Мичиган) и уже 18 августа был направлен на выполнение рейса K4-808 из Атланты и обратно с промежуточными посадками в Норфолке (Виргиния) и Гуантанамо (Куба), поскольку у самолёта, изначально назначенного на этот рейс (Douglas DC-8-55F борт N808CK), была обнаружена техническая неисправность.
Рейс 808 вылетел из Норфолка в 14:13 CDT (первая часть маршрута (Атланта—Норфолк) прошла без происшествий), на его борту находились 3 члена экипажа и груз, собранный согласно контракту авиакомпании American International Airways с ВМС США — почта и продукты питания. Полёт на эшелоне до Гуантанамо также прошёл без происшествий. В 16:34 пилоты рейса 808 связались с авиадиспетчером военной базы Гуантанамо, который сообщил им инструкции по заходу на посадку в аэропорту и направил самолёт на ВПП № 10. Затем пилоты сообщили авиадиспетчеру, что будут садиться на взлётную полосу № 28, но уже в 16:42 экипаж запросил, что самолёт садится снова на ВПП № 10.
Согласно показанию очевидца (одного из пилотов C-130, находившегося около здания военной базы Гуантанамо), самолёт начал разворот на ВПП № 10 слишком поздно — он находился на высоте 120 метров и при развороте накренился вправо на 60°. На высоте 91 метра оба правых двигателя перешли в режим сваливания, нос самолёта опустился, а правый крен увеличился до 90° и в 16:56 CDT рейс K4-808 рухнул на землю в 426 метрах от взлётной полосы военной базы Гуантанамо. От удара о землю самолёт разрушился и сгорел — относительно уцелели хвостовая часть и кабина пилотов (в момент катастрофы она оторвалась от фюзеляжа, проскользила по земле несколько метров и перевернулась); все 3 пилота выжили, получив серьёзные ранения.

## Расследование
Расследование причин аварии рейса K4-808 проводил Национальный совет по безопасности на транспорте (NTSB).
Окончательный отчёт расследования был опубликован в июле 1994 года.

## Культурные аспекты
Авария рейса 808 показана в 19 сезоне канадского документального телесериала Расследования авиакатастроф в серии Пограничная тактика.